# Rally de Valais de 2015
El Rally de Valais de 2015, oficialmente 56ème Rallye International du Valais, fue la quincuagésima sexta edición y la décima y última ronda de la temporada 2015 del Campeonato de Europa de Rally. Se celebró del 28 al 31 de octubre y contó con un itinerario de diecisiete tramos sobre asfalto que sumarón un total de 233,63 km cronometrados.
El ganador de la prueba fue el ruso Alexey Lukyanuk, quien consiguió su segunda victoria de la temporada y de su carrera tras la sanción al irlandés Craig Breen quien terminó segundo, el tercer escalón del podio fue ocupado por el local, Olivier Burri.
Esta prueba fue el primer evento internacional del ruso Nikolay Gryazin.

## Itinerario
| Día                     | Tramo | Nombre                                       | Distancia | Ganador de la etapa | Automóvil         | Tiempo  | Líder de la general |
| ----------------------- | ----- | -------------------------------------------- | --------- | ------------------- | ----------------- | ------- | ------------------- |
| Día 1 (29 de octubre)   | SS1   | Leukerbad (Varen-Leukerbad)                  | 8.82 km   | Craig Breen         | Peugeot 208 T16   | 5:09.7  | Craig Breen         |
| Día 1 (29 de octubre)   | SS2   | Crans-Montana (Mollens-Les Violettes)        | 11.66 km  | Craig Breen         | Peugeot 208 T16   | 7:25.9  | Craig Breen         |
| Día 1 (29 de octubre)   | SS3   | Anzère (Fortunau-La Tsouma)                  | 12.47 km  | Craig Breen         | Peugeot 208 T16   | 8:30.2  | Craig Breen         |
| Día 2 (30 de octubre)   | SS4   | Sierre-Anniviers 1 (Chalais-Itravers)        | 14.22 km  | Craig Breen         | Peugeot 208 T16   | 7:58.3  | Craig Breen         |
| Día 2 (30 de octubre)   | SS5   | Veysonnaz 1 (Ayer-Veysonnaz)                 | 13.62 km  | Craig Breen         | Peugeot 208 T16   | 7:35.7  | Craig Breen         |
| Día 2 (30 de octubre)   | SS6   | Nendaz 1 (Veysonnaz-Nendaz)                  | 12.08 km  | Craig Breen         | Peugeot 208 T16   | 6:54.8  | Craig Breen         |
| Día 2 (30 de octubre)   | SS7   | Caserne 1                                    | 6.18 km   | Florian Gonon       | Peugeot 207 S2000 | 5:47.7  | Craig Breen         |
| Día 2 (30 de octubre)   | SS8   | Sierre-Anniviers 2 (Chalais-Itravers)        | 14.22 km  | Craig Breen         | Peugeot 208 T16   | 7:51.5  | Craig Breen         |
| Día 2 (30 de octubre)   | SS9   | Veysonnaz 2 (Ayer-Veysonnaz)                 | 13.62 km  | Craig Breen         | Peugeot 208 T16   | 7:35.3  | Craig Breen         |
| Día 2 (30 de octubre)   | SS10  | Nendaz 2 (Veysonnaz-Nendaz)                  | 12.08 km  | Alexey Lukyanuk     | Ford Fiesta R5    | 6:43.5  | Craig Breen         |
| Día 3 (31 de octubre)   | SS11  | Champex-Lac 1 (Les Valettes-Chez-les-Reuses) | 14.98 km  | Craig Breen         | Peugeot 208 T16   | 9:33.5  | Craig Breen         |
| Día 3 (31 de octubre)   | SS12  | Bruson 1 (Le Châble-Bruson)                  | 10.15 km  | Craig Breen         | Peugeot 208 T16   | 8:51.7  | Craig Breen         |
| Día 3 (31 de octubre)   | SS13  | Les Cols (Etiez-Charrat)                     | 33.07 km  | Alexey Lukyanuk     | Ford Fiesta R5    | 21:35.0 | Craig Breen         |
| Día 3 (31 de octubre)   | SS14  | Caserne 2                                    | 6.18 km   | Alexey Lukyanuk     | Ford Fiesta R5    | 5:37.4  | Craig Breen         |
| Día 3 (31 de octubre)   | SS15  | Champex-Lac 2 (Les Valettes-Chez-les-Reuses) | 14.98 km  | Alexey Lukyanuk     | Ford Fiesta R5    | 9:34.4  | Craig Breen         |
| Día 3 (31 de octubre)   | SS16  | Bruson 2 (Le Châble-Bruson)                  | 10.15 km  | Alexey Lukyanuk     | Ford Fiesta R5    | 8:42.5  | Craig Breen         |
| Día 3 (31 de octubre)   | SS17  | Col des Planches (Etiez-Arbarey)             | 25.15 km  | Alexey Lukyanuk     | Ford Fiesta R5    | 16:02.6 | Alexey Lukyanuk     |
| Fuente:ewrc-results.com |       |                                              |           |                     |                   |         |                     |

## Clasificación final
| Pos.                     | Piloto              | Copiloto         | Automóvil                | Equipo                     | Tiempo    | Puntos |
| ------------------------ | ------------------- | ---------------- | ------------------------ | -------------------------- | --------- | ------ |
| 1                        | Alexey Lukyanuk     | Alexey Arnautov  | Ford Fiesta R5           | Chervonenko Racing         | 2:32:53.0 | 25     |
| 2                        | Craig Breen         | Scott Martin     | Peugeot 208 T16          | Peugeot Rally Academy      | +1:20.6   | 18     |
| 3                        | Olivier Burri       | Nicolas Klinger  | Citroën DS3 RRC          | D-Max Swiss                | +1:40.2   | 15     |
| 4                        | Emil Bergkvist      | Joakim Sjöberg   | Peugeot 208 T16          | Saintéloc Junior Team      | +2:34.7   | 12     |
| 5                        | Florian Gonon       | Manu Guex        | Peugeot 207 S2000        | Lugano Racing Team         | +2:47.3   | 10     |
| 6                        | Nikolay Gryazin     | Yaroslav Fedorov | Škoda Fabia R5           | Sports Racing Technologies | +4:34.4   | 8      |
| 7                        | Pascal Perroud      | Mélinda Beuret   | Ford Fiesta R5           | Lugano Racing Team         | +6:41.6   | 6      |
| 8                        | Sébastien Carron    | Lucien Revaz     | Ford Fiesta R5           | D-Max Swiss                | +8:56.3   | 4      |
| 9                        | Federico Della Casa | Domenico Pozzi   | Citroën DS3 R5           | 3 Antenne Sport Racing     | +10:39.4  | 2      |
| 10                       | Dávid Botka         | Péter Szeles     | Mitsubishi Lancer Evo IX | Botka Rallye Team          | +10:42.2  | 1      |
| Fuente: ewrc-results.com |                     |                  |                          |                            |           |        |